# Fuad I al Egiptului

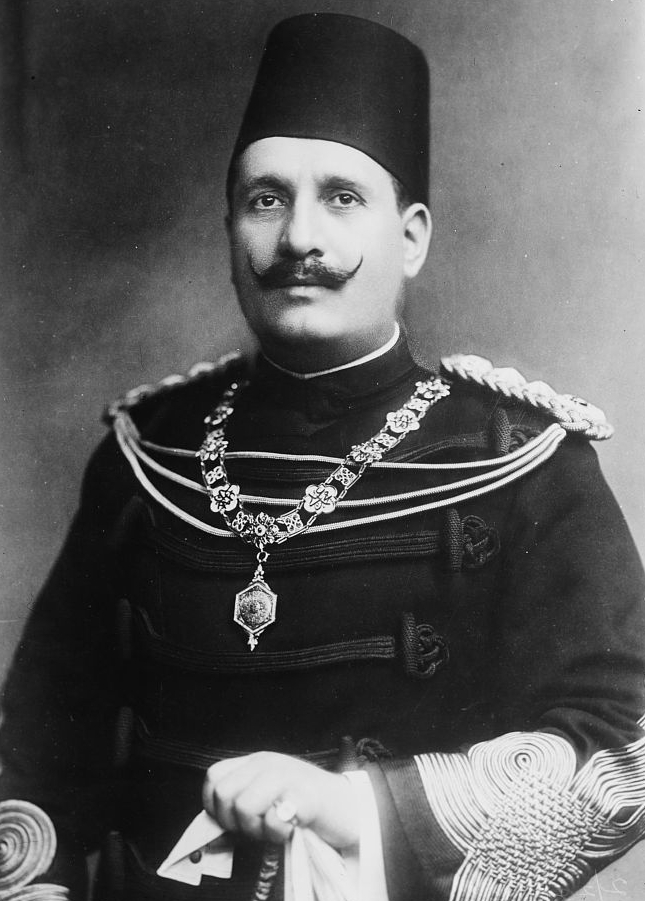
Fuad I al Egiptului

Fuad I al Egiptului Fuad I în arabă: فؤاد الاول, Regele Egiptului și al Sudanului, suveran al Nubiei, Kordofan și al Darfur n. 26 martie 1868 - d. 28 aprilie 1936, a fost primul rege al Egiptului din era modernă. A devenit Sultanul Egiptului în 1917, l-a succedat pe fratele său Husayn Kamil, a devenit rege în 1922 când Britania a garantat independența Egiptului.
Ahmed Fuad s-a născut în Giza un palat în Cairo, era membru dinastiei Muhammad Ali o familie de origină albană care a ajuns pe vremea imperiului Otoman, mama lui era Farial Kadin